# Festival d'Angoulême 1978
La cinquième édition du Salon international de la bande dessinée se déroule du 20 au 22 janvier 1978. Le grand prix de la ville d'Angoulême est attribué au dessinateur humoristique et provocateur Jean-Marc Reiser, alors plus jeune lauréat de ce prix.

## Affiche
- Gotlib dessine l'affiche du festival. Il s'y représente volant dans les airs avec sa coccinelle et un bébé.

## Palmarès
Le jury remettant les prix est composé de Max Dejour (La Charente libre), Pierre Lebedel (Le Figaro), Jean-Pierre Quenez (Le Matin de Paris), Pierre Veilletet (Sud Ouest), Claude Villers (France Inter), Jean-Michel Boucheron (maire d'Angoulême), Dominique Bréchoteau, Thierry Lagarde, Pierre Pascal, Francis Groux.
- Grand prix : Jean-Marc Reiser
- Prix dessinateur français : Paul Gillon
- Prix scénariste français : Gérard Lauzier
- Prix dessinateur étranger :Derib
- Prix scénariste étranger : Sirius
- Prix espoir de la BD : Christian Binet
- Prix œuvre comique française : F'murr, Le Génie des Alpages, t. 3 : Barre-toi de mon herbe, Dargaud
- Prix œuvre réaliste française : Jacques Martin, Alix, t. 13 : Le Spectre de Carthage, Casterman
- Prix œuvre réaliste étrangère : Muñoz et Sampayo, Alack Sinner, Casterman
- Prix œuvre comique étrangère : Jean Roba, Boule et Bill, t. 14 : Ras le Bill !, Dupuis
- Prix promotion de la BD : Le 9e Rêve - œuvre collective des élèves de l'institut Saint-Luc de Bruxelles.

## Déroulement du festival
- L'annonce officielle de la naissance du journal (À SUIVRE) par les éditions Casterman a lieu au cours du festival.
- La bande punk du fanzine Krapö Baveux crée une forte agitation en lançant des abats sur les stands et chahutant à toute occasion.